# Emil Grünig
Emil Grünig, född 26 juli 1915 i Krattigen, död 25 oktober 1994 i Kriens, var en schweizisk sportskytt.
Grünig blev olympisk guldmedaljör i gevär vid sommarspelen 1948 i London.